# Indisch-Chinesischer Grenzkrieg
Der Indisch-Chinesische Grenzkrieg war ein Krieg vom 20. Oktober bis zum 20. November 1962 zwischen Indien und der Volksrepublik China. Er endete mit einem Sieg Chinas, jedoch ohne größere territoriale Veränderungen. Es ist nicht völlig auszuschließen, dass es im Westsektor (Aksai Chin) geringfügige Gebietsgewinne Chinas gab. Während Indien dies behauptet, bestreitet China, dass Indien diese Gebiete effektiv kontrolliert habe.

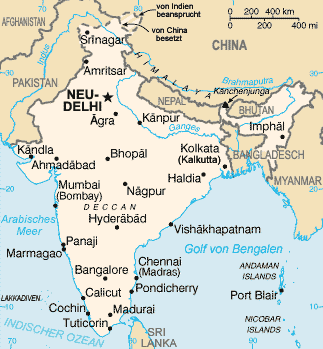
Grenze zwischen Indien und China (aktueller Status)

## Ursachen

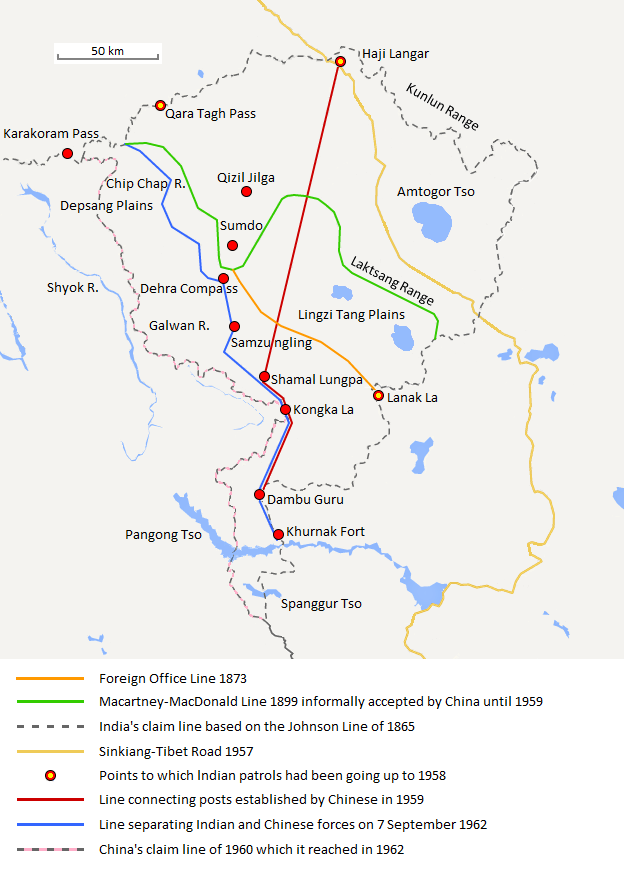
Der Grenzstreit in Aksai Chin

In der zweiten Hälfte des 19. Jahrhunderts wurde Indien eine britische Kolonie. Um 1835 kam es zwischen Großbritannien und Russland zum sogenannten Great Game. Dabei ging es um die Vormachtstellung in Zentralasien. Russland versuchte sein Einflussgebiet weiter Richtung Süden auszudehnen, während Großbritannien seine wertvollste Kolonie Britisch-Indien konsolidieren und sichern wollte. Auf britischer Seite wurde befürchtet, dass Tibet unter russischen Einfluss geraten könnte. Nachdem die tibetische Regierung sich Verhandlungen mit Großbritannien verweigerte, wurde 1903/04 eine britische Militärexpedition unter Francis Younghusband nach Tibet entsandt. Younghusband erreichte Lhasa und der Dalai Lama floh in die Mongolei. Daraufhin wurde Tibet zu einem britischen Protektorat. 1912 erneuerte China jedoch seinen Anspruch auf Tibet, den es aber gegen Großbritannien nicht durchsetzen konnte. 1914 kam es zwischen Großbritannien, Tibet und China zur Konferenz von Shimla. Großbritannien verzichtete auf die Ansprüche in Tibet und erklärte die McMahon-Linie zur Grenze zwischen Indien und China. Jedoch wurde das Abkommen nicht von China ratifiziert und somit auch die McMahon-Linie nicht als Grenze anerkannt.
1947 wurde Indien unabhängig von Großbritannien. 1950 begann der Einmarsch chinesischer Truppen in Tibet. Der Dalai Lama floh 1959 nach Indien, wo ihm Asyl gewährt wurde. In den 1950er Jahren war die Beziehung zwischen China und Indien freundlich, dies änderte sich jedoch, als die Streitigkeiten um das Grenzgebiet zunahmen. China war bereit, die McMahon-Linie als Grenze zu akzeptieren, wenn Indien im Gegenzug die chinesische Hoheit über Aksai Chin akzeptierte; Indien ging darauf jedoch nicht ein.
Ab 1959 schickten beide Parteien Truppen in das Gebiet, und es kam immer wieder zu kleineren Feuergefechten. Der Konflikt heizte sich weiter auf, bis es zu einem offenen Grenzkrieg kam.

## Der Krieg und seine Folgen
Am 20. Oktober 1962 drangen chinesische Soldaten im östlichen Teil der Grenze über die McMahon-Linie auf indisches Staatsgebiet vor. Als sich die indische Armee auf diesen Vorstoß konzentrierte, führte die chinesische Armee im westlichen Teil einen weiteren Angriff durch und überrumpelte die indischen Streitkräfte vollkommen. China proklamierte am 21. November einseitig einen Waffenstillstand, den Indien de facto akzeptierte, und beendete so die Kampfhandlungen. Der Krieg forderte etwa 2.000 Menschenleben.
Bei der Colombo-Konferenz im Dezember 1962 konnten die Verhandlungen über den Waffenstillstand nur indirekt über sechs paktfreie Staaten geführt werden, da sich Indien und China weigerten, direkt miteinander zu verhandeln. 1963 verbündete sich China mit Pakistan, das China in einem Grenzabkommen ein 4.500 km² großes Gebiet Kaschmirs überließ und Indien (das ganz Kaschmir für sich beansprucht) damit provozierte. 1965 kam es schließlich noch zu einem Grenzkonflikt an der Grenze des indischen Protektorates Sikkim. Darüber hinaus verlief auch der Rückzug der chinesischen Soldaten hinter die McMahon-Linie nur schleppend. Im östlichen Teil war der Rückzug zwar schnell erfolgt, im westlichen Teil dauerte dieser Rückzug jedoch bis zum 15. Januar 1969.
Indien schloss im Gegenzug 1971 einen Freundschafts- und Beistandspakt mit der Sowjetunion und rüstete sein Heer auf (1962: 500.000 Soldaten, 1970: 825.000). Direkte Grenzverhandlungen zwischen China und Indien wurden erst Ende 1981 geführt. 1992 wurde der Lipulekh-Pass in Uttarakhand als erster Grenzübergang wieder geöffnet, gefolgt 1994 vom Shipki La in Himachal Pradesh. Im Jahr 2005 fanden weitere Gespräche statt, bei denen China erstmals explizit seinen Verzicht der Ansprüche auf Sikkim äußerte.
Am 18. Juni 2006 einigten sich China und Indien in Lhasa auf die Öffnung eines alten Handelsweges im Himalaya. Das Abkommen markierte eine weitere Annäherung der einstigen Kriegsgegner. Am 6. Juli 2006 konnte zum ersten Mal seit 1962 der Nathu-La-Pass in über 4.000 Metern Höhe wieder geöffnet werden. Der Gebirgsweg auf der historischen Seidenstraße verbindet Süd-Tibet mit dem indischen Bundesstaat Sikkim.

### Konflikterneuerung nach 2013
Am 15. April 2013 drangen Soldaten der chinesischen Volksbefreiungsarmee 19 Kilometer weit in die indische Provinz Ladakh bis zum Ort Daulat Beg Oldi vor. Die indische Armee bezog 300 Meter gegenüber Stellung. Am 6. Mai, kurz vor einem geplanten Besuch des indischen Außenministers Salman Khurshid in China, wurde die Krise nach Verlautbarung des indischen Außenministeriums beigelegt. Zu welchen Bedingungen der Rückzug der chinesischen Truppen erfolgte, wurde nicht bekannt. Zu Kampfhandlungen scheint es während der etwa dreiwöchigen Krise nicht gekommen zu sein.
Im Juli 2016 stationierte Indien zwei Panzerregimenter in der Region. Ein drittes Regiment sollte bis Ende 2016 folgen, „um mit der Volksbefreiungsarmee gleichzuziehen“.
Im Juni 2020 kam es erneut zu Grenzkonflikten, wobei nach Angaben der indischen Armee 20 indische Soldaten  bei einem „Gefecht mit Stöcken und Steinen“ starben. Zuvor war es bereits zwei Wochen zu verbalen und Faust-Attacken zwischen den Grenzsoldaten gekommen. Die Auseinandersetzung fand im Tal des Galwan in der Region Ladakh statt. Die Anzahl der Toten auf chinesischer Seite ist nicht bekannt.
Anfang 2021 entspannte sich die Lage wieder, als beide Seiten einen Truppenrückzug von der umstrittenen Grenze am nördlichen und südlichen Ufer des Pangong Tso vereinbarten.